# Battaglia di Ceva
La battaglia di Ceva fu combattuta il 16 aprile 1796 tra le truppe della Prima Repubblica Francese comandate da Pierre Augereau ed una parte dell'esercito del Regno di Sardegna guidato dal generale Giuseppe Felice. Augereau assaltò la forte posizione difensiva senza avere successo. Sotto la direzione del comandante dell'esercito piemontese, il tenente generale Michelangelo Colli, Felice si ritirò il 17 aprile al fine di evitare di essere intrappolato da una seconda divisione francese.  

## Contesto storico
Il Regno di Sardegna ed il Sacro Romano Impero erano impegnati da ormai quattro anni in una lotta contro la Francia. Le fortune erano alterne per entrambi i fronti, con i francesi che, molto lentamente, stavano facendo progressi, avendo conquistato e mantenuto Savona. Nel marzo 1792, dopo il licenziamento di Schèrer, il giovane generale corso Napoleone Bonaparte prese le redini della campagna militare.

## Antefatti
Dopo nemmeno un mese dal suo arrivo al quartier generale dell'Armata d'Italia, la situazione sul fronte era radicalmente cambiata: con una rapidissima serie di vittorie, Napoleone era riuscito a separare le forze a separare le forze sabaude da quelle austriache. Dopo le tre vittorie consecutive di Montenotte, Dego e Millesimo, i francesi continuavano la loro avanzata minacciando l'esercito piemontese.
Il 15 aprile, Colli radunò un esercito su un'altura a Montezemolo per difendere la fortezza di Ceva. Nel mentre, la divisione del generale di brigata Jean Sérurier avanzava da Ormea a nord verso Ceva lungo la valle del fiume Tanaro. Temendo di poter essere isolato da Ceva, il comandante piemontese si ritirò verso la fortezza. Marciando da est, Augereau occupò Montezemolo il 16 aprile. Successivamente la sua divisione si diresse a nord e ad ovest in un tentativo di aggirare Ceva.

## La battaglia
Nel 1796, la fortezza sovrastava sul lato nord di Ceva. I piemontesi si schierarono al di sopra di un crinale lungo circa sette chilometri dalla fortezza al borgo di La Pedaggera. Gli ingegneri piemontesi ed austriaci avevano fortificato il crinale, che si affacciava sul fiume Bovina, con una serie di fortini. Il generale Brempt difendeva l'estremità a nord della linea con diversi battaglioni piemontesi ed il Reggimento di Fanteria austriaco Belgioso. Felice difendeva l'estremità a sud della linea con nove battaglioni, ed il Conte di Tornaforte comandava tre battaglioni nella fortezza.
La divisione di Augereau formò diverse colonne comandate dai generali di brigata Martial Beyrand e Barthélemy Joubert. Due colonne francesi fecero pressione sul fianco sinistro di Brempt mentre un'altra colonna assaltò la posizione di Felice vicino a Mondoni nel centro. Tutti gli attacchi vennero respinti dai Piemontesi.
In quella serata Sérurier era accampato vicino a Ceva, minacciando di attaccare il fianco meridionale della linea piemontese. Nel fianco settentrionale, Brempt riferiva che sarebbe potuto essere separato dal resto dell'esercito se attaccato nuovamente. Sebbene il successo difensivo, il morale dei generali piemontesi era negativo e suggerirono una ritirata. In quella notte, Colli tenne un consiglio di guerra nel quale decise di ritirare la maggior parte dell'esercito ad ovest, dietro il fiume Corsaglia, lasciando Tornaforte con un battaglione per difendere la fortezza di Ceva. Alcune unità vennero spedite a nord-ovest verso Cherasco per impedire ai Francesi di separare Colli e Torino.

## Esito

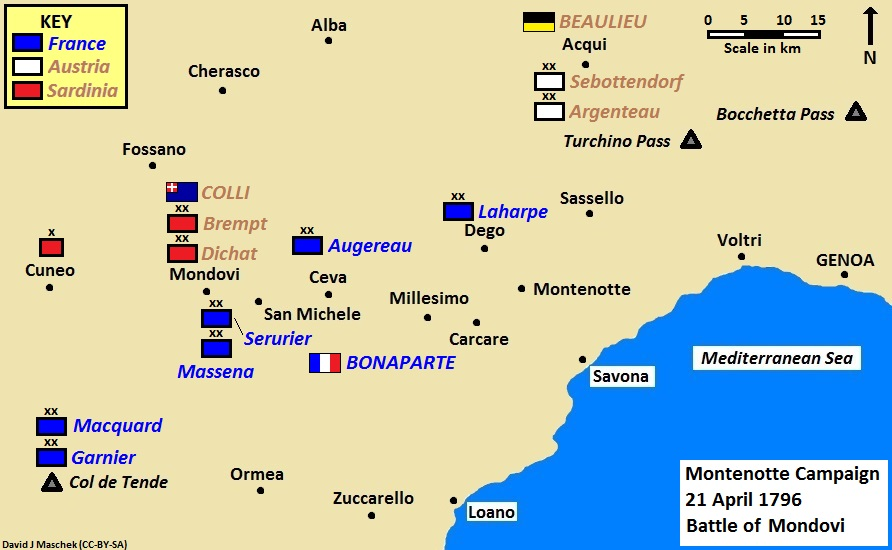
Situazione francese alla vigilia della battaglia di Mondovì

Augereau occupò le posizioni piemontesi abbandonate il 17 aprile. Bonaparte decise di assediare la fortezza con le forze comandate dal generale di brigata Jean Rusca e di continuare a spingere i Piemontesi verso Cuneo. I Francesi ebbero circa 600 perdite tra morti e feriti. Brempt riportò una perdita di 150 uomini mentre il numero delle perdite dell'esercito di Felice è sconosciuto. I Piemontesi vinsero un'ulteriore battaglia di retroguardia a San Michele Mondovi il 19 aprile. Essa fu succeduta dalla decisiva vittoria francese nella battaglia di Mondovì il 21 aprile.